# La Conscience expliquée
La Conscience expliquée (Consciousness Explained) est un livre du philosophe américain Daniel Dennett paru en 1991, dans lequel l'auteur tente d'expliquer ce qu'est la conscience et ses mécanismes en faisant largement appel aux sciences cognitives.
La traduction française du livre, assurée par Pascal Engel, a été publiée aux Éditions Odile Jacob en 1993. 

## Présentation
« Que sait-on aujourd’hui de la conscience ? Est-elle une donnée immédiate comme le veut la tradition et le bon sens ? Ou bien repose-t-elle sur des processus en grande partie inconscients que des machines pourraient reproduire ? »
L'auteur passe en revue les interprétations classiques de la philosophie de la conscience et les exemples qu'elles sont censées expliquer (l'idée du cerveau dans une cuve, par exemple), en opposant notamment les traditions cartésiennes et phénoménologiques. Il explique en quoi l'hypothèse de l'homoncule est absurde et renvoie donc dos-à-dos les partisans du dualisme corps-esprit.
En fondant son argumentation sur les connaissances récentes en informatique, en psychologie et en neurosciences, Dennett propose une théorie de la conscience qu'il baptise « modèle des versions multiples (en) ». 
Selon cette théorie, des faits simples comme élaborer la prochaine phrase que l'on va énoncer ou faire un choix ne sont en réalité qu'un résultat obtenu au terme d'une compétition darwinienne. Il s'oppose en cela à ce qu'il appelle le « Théâtre cartésien » qui est l'idée, héritée du dualisme cartésien, qu'il y aurait un endroit dans le cerveau qui correspondrait au siège de la pensée où un homoncule recevrait les informations perceptives, prendrait les décisions et déclencherait les réponses comportementales.